# Maurice Decoppet

Maurice Decoppet (ca. 1922)

Maurice Decoppet (* 21. April 1864 in Yverdon; † 7. Dezember 1922 in Bern; heimatberechtigt in Suscévaz) war ein Schweizer Forstwissenschaftler und Hochschullehrer.

## Leben
Maurice Decoppet, Sohn des Gastwirts Henri François und der Philippine, geborene Alary, war ab 1894 mit Aline Maury, Tochter des Philippe, verheiratet. Er war der Bruder von Camille Decoppet und der Cousin von Lucien Decoppet. Zwischen 1883 und 1886 absolvierte er ein Studium der Forstwissenschaften am Eidgenössischen Polytechnikum Zürich.

## Schaffen
Von 1888 bis 1889 war Decoppet als Adjunkt des Kantonsforstinspektorats im Kanton Waadt tätig. Darauf folgte von 1889 bis 1892 eine Anstellung als Kreisoberförster in Cossonay sowie zwischen 1892 und 1902 in Aigle VD. Ab 1902 bis 1914 war Decoppet Professor für Forstwissenschaften am Polytechnikum Zürich (seit 1911 ETH Zürich) sowie Redaktor des Journal forestier suisse. Anschliessend, von 1914 bis 1922, war Decoppet Eidgenössischer Oberforstinspektor.
Maurice Decoppet gilt als Begründer der schweizerischen Forststatistik. Im Ersten Weltkrieg war er verantwortlich für eine, die Ressourcen möglichst schonende, Sicherstellung der Brennholz-, Nutzholz und Torfversorgung.

## Werke
- Les impôts forestiers en Suisse: introduction au sujet: dispositions légales et mesures d’exécution. Imprimerie Lohbauer, Zürich 1904.
- Schweizerische Forststatistik. 4 Bände, 1908–1914.
- L'exploitation des forêts et le commerce des bois de 1914 à 1919. Rösch, Vogt & Co., Bern 1920.
- Le hanneton, biologie, apparition, destruction, un siècle de lutte organisée dans le canton de Zurich, expériences récentes. Payot, Lausanne 1920.